# Som
|  | Per a altres significats, vegeu «Som (desambiguació)». |

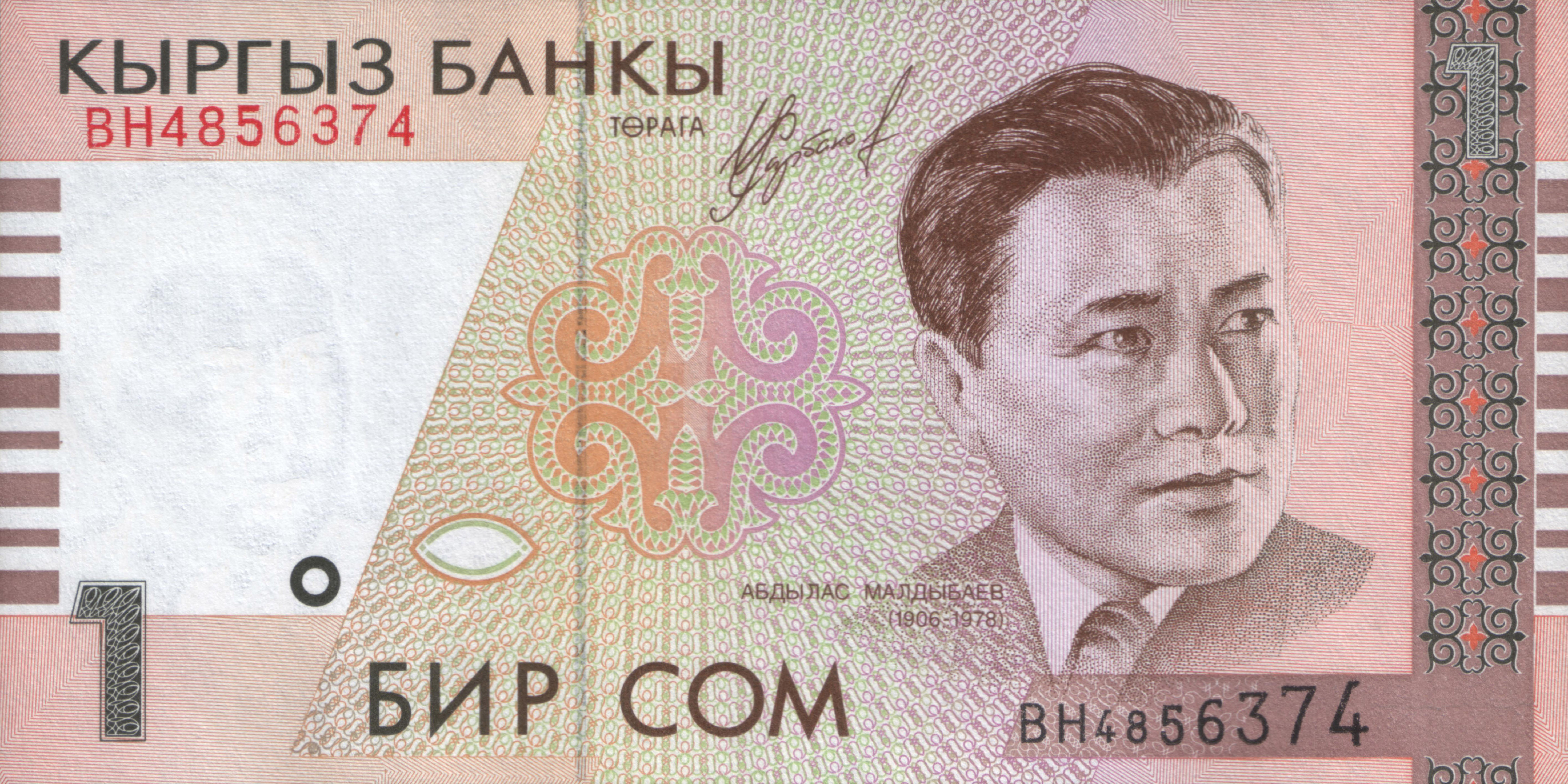
Bitllet d'1 som kirguís de l'any 2000

El som és la moneda utilitzada als països de parla turca de l'Àsia Central, les repúbliques centreasiàtiques del Kirguizstan i l'Uzbekistan. El seu nom prové de paraules en les respectives llengües (inclosos el kazakh, el kirguís, l'uigur i l'uzbek ) el mot som vol dir "pur" en moltes llengües turqueses, i en aquestes monedes s'aplica en el sentit d'"or pur". De fet, el nom del somoni (moneda del Tadjikistan) també té el mateix origen.
Pot referir-se a:
- Som kirguís
- soʻm uzbek

Els parlants de kazakh, kirguís i uzbek a l'aleshores Unió Soviètica anomenaven el ruble amb aquests noms, i es van adaptar a la paraula que apareixia al revers dels bitllets. El som del Kirguizistan i el som de l'Uzbekistan són exemples postsoviètics.

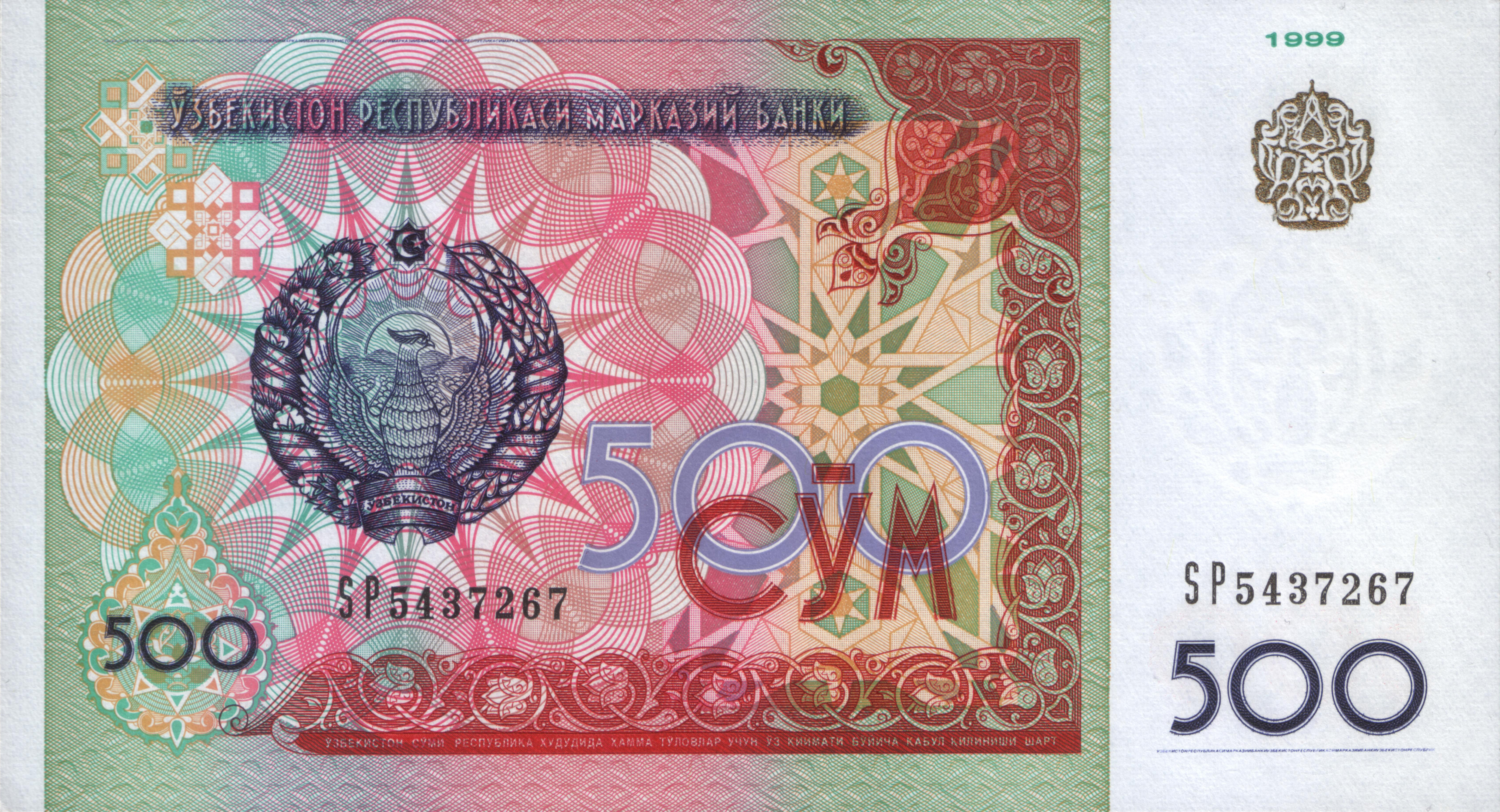
500 soms uzbeks

El ruble soviètic era anomenat som a les repúbliques socialistes soviètiques del Kazakhstan, del Kirguizstan i de l'Uzbekistan.

## A l'Horda d'Or
Al segle XIV, l'Horda d'Or els anomenava lingots de plata amb forma navicular.
, amb un pes de 204,8 g (a la literatura numismàtica russa, també s'anomenen hrívnia tàrtara). En tresors, els arqueòlegs els troben juntament amb dirhams de plata. El florentí Francesco Pegolotti va escriure que la casa de la moneda d'Azak podia estampar una barra a la moneda "caminant".